# Castillo de Peñaranda de Duero
El castillo de Peñaranda de Duero es una fortaleza ubicada sobre una colina de las proximidades del núcleo burgalés de Peñaranda de Duero.
Su primera construcción data del siglo XI, con el fin de frenar el avance árabe y facilitar su expulsión de la península durante la Reconquista. La construcción siguió el diseño del castillo de Peñafiel.
En el centro, destaca la torre del homenaje, de planta cuadrada, que cuenta con cuatro pisos de vigas de madera. La antigua muralla, de la que se conservan escasos paramentos, tenía un gran grosor y protegía el castillo y el caserío actual.
De la construcción, el aspecto más interesante es la perfección de sus proporciones, lo cual convierte al castillo de Peñaranda en una de las mejores construcciones históricas de la provincia de Burgos.
El 3 de junio de 1931, el conjunto formado por el castillo, el Palacio de Avellaneda y el pueblo fue declarado Monumento Histórico Artístico, siendo uno de los lugares de mayor interés turístico de Burgos. Posteriormente el castillo fue protegido por el Decreto de 22 de abril de 1949 y la Ley 16/1985 sobre el Patrimonio Histórico Español.